# Idiocerus hondurensis
Idiocerus hondurensis är en insektsart som beskrevs av Freytag 1967. Idiocerus hondurensis ingår i släktet Idiocerus och familjen dvärgstritar. Inga underarter finns listade i Catalogue of Life.